# Naši uspehi (album)
Naši uspehi je eden uspešnejših albumov ansambla Tonija Verderberja, saj je bil izdan v srebrni nakladi. Skladbe Čaša sreče, Zvezde nad Vrhgoro, Pri nas Belokranjcih, Zaplešiva nocoj in Sem hodil po vasi so bile posnete leta 1988 v studiu Helidon, producent je bil Boris Kovačič. Producent ostalih skladb je bil Marjan Turk, posnete pa so bile v studiu Metulj leta 1994. To je kompilacijski album izdan pri založbi Sraka leta 1994. Izšel je kot CD plošča in avdiokaseta. To je njihov šesti studijski album. 
Fotografijo za naslovnico albuma je fotografiral Marko Klinc. 

Glavni vokal in harmoniko je snemal Toni Verderber, spremljevalni vokal in ritem kitaro Jože Kastelec, bas kitaro Pavel Šterk, klaviature in tamburico Borut Klobučar.

## Seznam pesmi
1. »Čaša sreče« (T. Verderber, F. Požek) - 2:29
2. »Ples vetra« (T. Verderber) - 3:00
3. »Pomladni večer« (T. Verderber, F. Požek) - 2:56
4. »Zvezde nad Vrhgoro« (T. Verderber, F. Požek) - 2:48
5. »Sem jo stisnil« (T. Verderber, F. Požek) - 3:09
6. »Vrt brez smeha« (T. Verderber, T. Gašperič) - 2:18
7. »Pri nas Belokranjcih« (T. Verderber, T. Gašperič) - 2:28
8. »Modri lan« (T. Verderber, F. Požek) - 2:53
9. »Oglas« (T. Verderber, F. Požek) - 2:24
10. »Beli kamen ljubezni« (T. Verderber, F. Požek) - 2:28
11. »Nemirno dekle« (T. Verderber, F. Požek) - 2:26
12. »Na morje« (T. Verderber, F. Požek) - 2:36
13. »Tiho teče reka« (T. Verderber, F. Požek) - 3:25
14. »Staro vino« (T. Verderber, T. Gašperič) - 2:38
15. »Spomin na božični večer« (T. Verderber, F. Požek) - 4:50
16. »Zaplešiva nocoj« (T. Verderber, F. Požek) - 2:37
17. »Kam bova vandrala« (ljudska) - 3:46
18. »Vračam se domov« (T. Verderber, F. Požek) - 2:48
19. »Sem hodil po vasi« (T. Verderber, T. Gašperič) - 2:31
20. »Temna noč« (T. Verderber, F. Požek) - 3:13
21. »Nič ni lepšega« (T. Verderber, F. Požek) - 3:02
22. »Tvoje naročje« (T. Verderber, T. Gašperič) - 3:17
23. »Veter je napisal pravljico« (T. Verderber, F. Požek) - 3:22
24. »Razigrana tambura« (T. Verderber) - 3:24
25. »Lepa so jutra« (T. Verderber, T. Gašperič) - 2:24
26. »Mlinarjeva hči« (T. Verderber, T. Gašperič) - 1:54